# Maurizio Mediani
Maurizio Mediani (ur. 21 września 1968 w Reggio nell’Emilia) – włoski kierowca wyścigowy.

## Kariera
Mediani rozpoczął karierę w wyścigach samochodowych w 1992 roku od startów we  Włoskiej Formule 3, gdzie jednak nie był klasyfikowany. W tejże serii startował jeszcze do 1998 roku, kiedy to stanął na najniższym stopniu podium klasyfikacji generalnej. W późniejszych latach pojawiał się także w stawce Grand Prix Monako Formuły 3, Masters of Formula 3, Japońskiej Formuły 3, Rosyjskiej Formuły 3, Rosyjskiego Pucharu Formuły 3, Open Telefonica by Nissan, FIA GT Championship, Italian GT Championship, International GT Open, American Le Mans Series, Superstars GT Sprint, Malaysia Merdeka Endurance Race, Blancpain Endurance Series, 24 Hours of Barcelona, FIA World Endurance Championship, 24-godzinnego wyścigu Le Mans, United SportsCar Championship oraz European Le Mans Series.
W World Series by Nissan Włoch wystartował w dwóch wyścigach sezonu 2001 z włoską ekipą Venturini Racing. Jeden punkt dał mu 24 miejsce w końcowej klasyfikacji kierowców.